# Soltam K6
Il Soltam K6 è un mortaio pesante da 120 mm (4,75 pollici) sviluppato da Soltam Systems ed usato dall'forze di difesa israeliane. È la versione a lungo raggio del Soltam K5 e ha sostituito i sistemi più vecchi, come l'M30 da 107 millimetri (4,2 pollici), in diversi eserciti tra cui l'esercito degli Stati Uniti. Il mortaio è posto su un asse ruotato che lo rende trainabile. È molto più leggero dell'M30, ha una portata maggiore e può sostenere una velocità di fuoco di quattro colpi al minuto, mentre l'M30 ne sostiene solo tre. L'arma spara proiettili per mortaio standard NATO da 120 mm.

## Storia
Il K6 è entrato in servizio con l'esercito degli Stati Uniti nel 1991 come M120 Mortar System. La sua missione è fornire armi pesanti, supporto di fuoco indiretto organico al comandante dell'unità. L'M120 è utilizzato sia dalle unità meccanizzate che dalla fanteria leggera in determinate situazioni.
L'M120 viene trasportato sul rimorchio M1100 dall'M998 Humvee. La versione montata sui portamortaio M1064 e M1129 è nota come M121. Un'altra caratteristica  è l'inserto del calibro secondario M303, che consente al mortaio di sparare munizioni da 81 mm.
Nel 2007, l'esercito degli Stati Uniti ha ordinato 588 M326 MSS (Mortar Stowage Systems) da BAE Systems che provvede all'assemblaggio su   un Humvee o un rimorchio M1101 e può essere montata e smontata in meno di 20 secondi.
Nel novembre 2016, Elbit Systems ha annunciato di essersi aggiudicata un contratto di consegna a tempo indeterminato/quantità indefinita (ID/IQ) per la produzione dell'M121.

## Descrizione

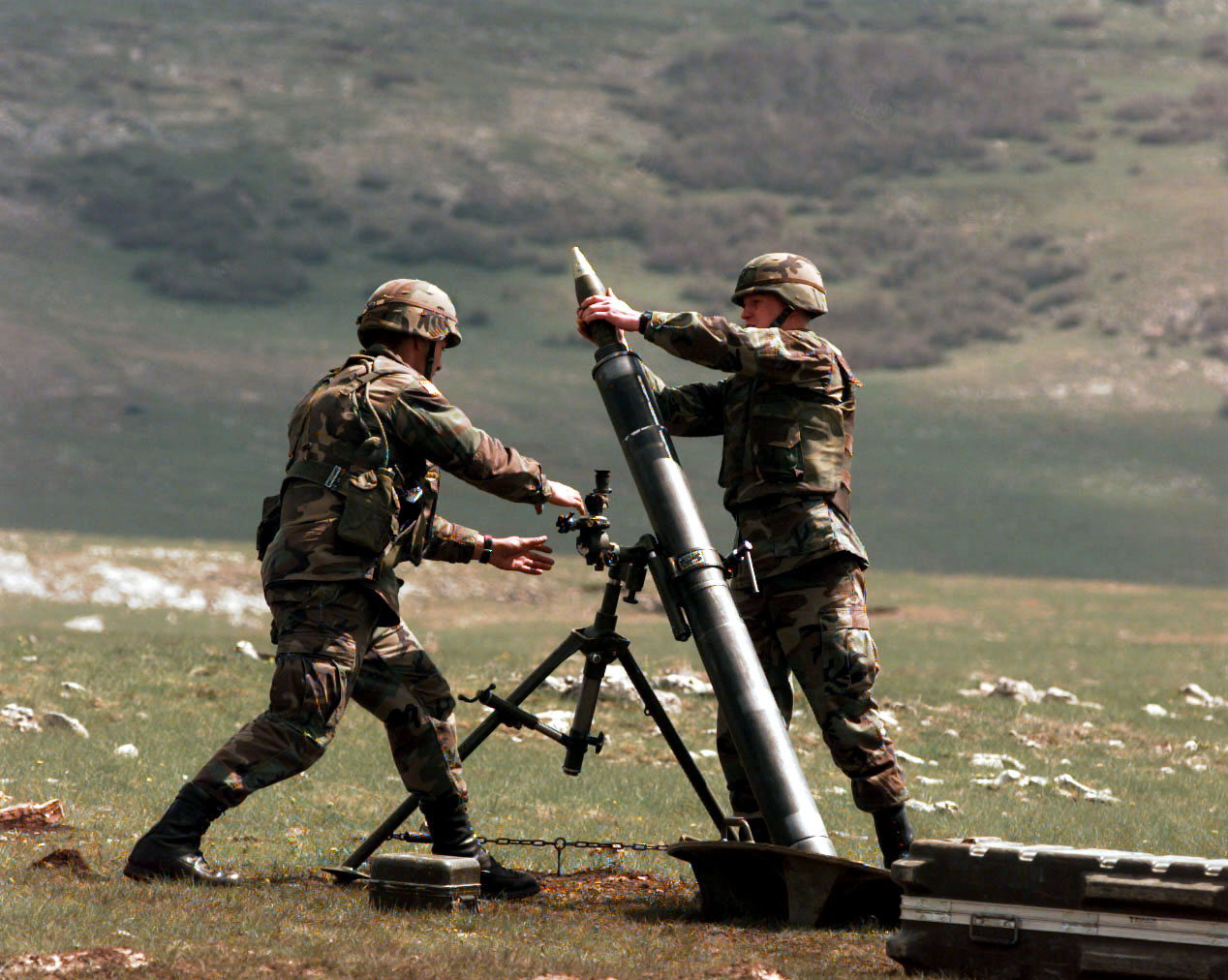

Il K6 spara munizioni stabilizzate con pinne da una canna liscia. A differenza dei suoi cugini di munizioni più piccoli, i mortai da 81 mm e 60 mm, le lame delle pinne delle munizioni sparate  non sono inclinate. Pertanto, non viene impartita alcuna rotazione al proiettile in volo. Sebbene i mortai pesanti richiedano camion o portamortai cingolati per spostarli, sono comunque molto più leggeri dei pezzi di artiglieria da campo. Superano i mortai leggeri e medi e la loro potenza esplosiva è molto maggiore. Una versione migliorata è nota come K6A3.
I proiettili ad alto potenziale esplosivo sparati  pesano circa 31 libbre (14 kg) e possono avere un raggio di letalità di 225 piedi (69 m).

## Utilizzatori
Armenia
Variante M120 12 unità
 Bolivia
 Danimarca
20 unità
 Georgia
18 unità
 Iraq
Variante M120' 450 unità
 Israele
 Kazakistan
 Lettonia
Variante M120 25 unità
 Birmania
80 unità
 Polonia
Variante M120 142 unità
 Stati Uniti
1.076 varianti M120 e M1064A3